# Сампедро, Хосе Луис
Хосе Луис Сампедро Саэс (исп. José Luis Sampedro Sáez; 1 февраля 1917, Барселона — 8 апреля 2013, Мадрид) — испанский экономист, писатель-прозаик и общественный деятель. Член Королевской академии испанского языка (1990), лауреат Национальной премии по испанской литературе (2011), сенатор с 1977 года.

## Биография
Хосе Луис Сампедро родился в Барселоне в начале 1917 года и провёл детство в Танжере (Марокко), где его отец был военным врачом. В семье Сампедро смешалась кровь выходцев из разных концов бывшей испанской колониальной империи и других стран: отец был родом из Гаваны, дед из Манилы, мать из Алжира, а бабушка из швейцарского города Лугано.
По возвращении в Испанию Сампедро сдал экзамен на должность техника таможенной службы и был направлен на работу в Сантандер. Там его застала гражданская война, и он был мобилизован в республиканскую армию, но перешёл на сторону франкистов. Его часть была расквартирована в Бургосе, и в годы службы он участвовал в постановках военной театральной труппы.
В 1946 году Сампедро окончил университет в Мадриде, получив степень по экономике. В этом же году он женился на Исабель Пельисер, на следующий год родившую ему дочь, также получившую имя Исабель. Сампедро работал во Внешнем банке Испании, а в 1955 году возглавил кафедру экономической структуры в университете Комплутенсе. Там он преподавал до 1968 года, уволившись по политическим причинам в знак протеста против увольнения профессоров с антифранкистскими взглядами. С 1969 по 1972 год Сампедро преподавал экономику в британских университетах Солфорда и Ливерпуля.
Сампедро вернулся в Испанию в 1972 году, заняв пост декана по этике в университете Комплутенсе и возобновив работу во Внешнем банке Испании. В 1977 году он стал членом Сената Испании по королевской квоте и в том же году стал вице-президентом Внешнего банка. В 1990 году Сампедро был избран членом Королевской академии испанского языка, а в 2011 году удостоен Национальной премии по испанской литературе.
После смерти первой жены Исабель в 1986 году Сампедро вторично женился в 2003 году на писательнице и переводчице Ольге Лукас Торре. Он скончался в апреле 2013 года у себя дома в Мадриде.

## Литературное творчество
Творчество Хосе Луиса Сампедро включает как экономические монографии и учебники, так и художественную литературу. В первую категорию входят такие книги, как «Практические принципы размещения промышленности» (1957), «Экономическая реальность и структурный анализ» (1959), «Силы нашего времени» (1967), «Понимание недостаточного развития» (1973), «Инфляция: полная версия» (1976), «Рынок и глобализация» (2002), «О политике, рынке и сосуществовании» (2006) и «Гуманная экономика. Больше, чем цифры» (2009). Идеи «гуманной экономики» и развития малых предприятий всегда были в центре экономической доктрины Сампедро, который выступал с критикой неолиберализма и избыточной капиталистической конкуренции, упадка морали и социальной справедливости в западной экономике. Написал испанское предисловие к книге Стефана Эсселя «Возмущайтесь!».
Среди литературного наследия Сампедро — национальные бестселлеры «Этрусская улыбка» (1985) и «Лесбийская любовь» (2000). В число других его романов входят «Конгресс в Стокгольме» (1952), «Река, что нас несёт» (1961), «Голый конь» (1970), «Октябрь, октябрь» (1981), «Старая сирена» (1990), «Настоящее место» (1993), «Путь дракона» (2006) и «Квартет для солиста» (2011). В 1990-е годы также увидели свет его произведения, написанные намного раньше, в том числе «Статуя Адольфо Эспехо» (1939) и созданный в 1945 году роман «Тень дня». В 2003 году при участии Ольги Лукас вышла автобиография Сампедро «Писать значит жить», а в 2008 году — книга «Наука и жизнь», написанная также в соавторстве с Лукас в форме диалога с кардиологом Валентином Фустером. Частыми персонажами произведений Сампедро становились простые крестьяне, нюансы быта которых он понимал не только как писатель, но и как профессиональный экономист.

## Признание заслуг
Достижения Хосе Луиса Сампедро как в области экономики, так и в области литературы удостоились общественного признания. Он был членом Королевской академии испанского языка с 1990 года и сенатором с 1977 года. В 2010 году Сампедро был награждён орденом искусств и словесности Испании, а в 2011 году стал лауреатом Национальной премии по испанской литературе. В 2008 году Сампедро стал также первым деятелем, удостоенным только что учреждённого андоррского ордена Карла Великого.